# Astor Piazzolla
Ástor Pantaleón Piazzolla,  (* 11. marec 1921, Mar del Plata, † 4. julij 1992, Buenos Aires), je bil argentinski skladatelj tanga, bandoneonist in aranžer. Njegova dela so revolucionirala tradicionalni tango v nov slog, imenovan Nuevo tango, ki je vključeval elemente jazza in klasične glasbe. Virtuozni bandoneonist je redno izvajal lastne skladbe z različnimi zasedbami.
Leta 1992 je ameriški glasbeni kritik Stephen Holden Piazzollo opisal kot »najpomembnejšega skladatelja tango glasbe na svetu«.

## Življenjepis

### Otroštvo
Piazzolla se je rodil leta 1921 v Mar del Plati v Argentini, edini otrok italijanskih staršev priseljencev, Vicenta 'Nonino' Piazzolla in Assunta Manetti. Njegov dedek po očetovi strani, mornar in ribič po imenu Pantaleo (kasneje Pantaleón) Piazzolla, se je konec 19. stoletja priselil v Mar del Plata iz Tranija, morskega pristanišča v jugovzhodni italijanski deželi Apuliji. Njegova mati je bila hči dveh italijanskih priseljencev iz Lucce v deželi Toskana. 
Leta 1925 se je Astor Piazzolla z družino preselil v Greenwich Village v New Yorku, ki je bila v tistih dneh nasilna soseska, v kateri je živela hlapna mešanica gangsterjev in pridnih priseljencev. Njegovi starši so delali dolge ure in Piazzolla se je kmalu naučil skrbeti zase na ulici, čeprav je šepal. Doma je poslušal očetove zapise o tango orkestrih Carlosa Gardela in Julia de Cara, že od malih nog pa je bil izpostavljen jazzu in klasični glasbi, vključno z Bachom. Bandoneon je začel igrati, potem ko je njegov oče leta 1929 opazil enega v zastavljalnici v New Yorku.
Po vrnitvi v New York s kratkega obiska Mar del Plate leta 1930 se je družina preselila v Malo Italijo na spodnjem Manhattanu. Leta 1932 je Piazzolla skomponiral svoj prvi tango La Catinga. Naslednje leto se je učil glasbe pri madžarskem klasičnem pianistu Beli Wildi, učencu Rachmaninova, ki ga je naučil igrati Bacha na svojem bandoneonu. Leta 1934 je spoznal Carlosa Gardelo, eno najpomembnejših osebnosti v zgodovini tanga, in v filmu El día que me quieras odigral mini vlogo kot raznašalec časopisov. Gardel je mladega bandoneonista povabil, naj se mu pridruži na turneji. Na Piazzolino žalost se je njegov oče odločil, da ni dovolj star, da bi šel zraven. Razočaranje nad prepovedjo udeležbe na turneji se je izkazalo za posrečeno, saj je ravno na tej turneji leta 1935 Gardel s celotnim orkestrom umrl v letalski nesreči. V poznejših letih je Piazzolla v šali razkril ta usodni dogodek: če bi mu oče dovolil, da se pridruži turneji, bi Piazzolla igral harfo namesto bandoneona.

### Zgodnja kariera
Leta 1936 se je z družino vrnil v Mar del Plato, kjer je začel igrati v različnih tango orkestrih in približno v tem času je na radiu odkril glasbo seksteta Elvina Vardara. Vardarova nova interpretacija tanga je na Piazzollo naredila velik vtis in leta kasneje je postal Piazzolin violinist v orkestru Orkesta de Cuerdas (godalni orkester) in prvem kvintetu.
Navdihnjen z Vardarovim slogom tanga in še vedno star le 17 let, se je Piazzolla leta 1938 preselil v Buenos Aires, kjer je naslednje leto uresničil sanje, ko se je pridružil orkestru bandoneonista Aníbala Troila, da bi postal eden največjih tango orkestrov tistega časa. Piazzolla je bil zaposlen kot začasni nadomestek bolnega Tota Rodrígueza, ko pa se je Rodríguez vrnil na delo, se je Troilo odločil, da bo Piazzollo obdržal kot četrtega bandoneonista. Piazzolla je poleg igranja bandoneona postal tudi Troilov aranžer in je občasno igral klavir. Do leta 1941 je zaslužil dobro plačo, dovolj za plačilo ur glasbe pri Albertu Ginasteri, uglednem argentinskem skladatelju klasične glasbe. Pianist Arthur Rubinstein, ki je takrat živel v Buenos Airesu, mu je svetoval, naj se uči pri Ginasteri in se poglablja v partiture Stravinskega, Bartoka, Ravela in drugih. Piazzolla je vsako jutro vstal, da je slišal, kako orkester Teatro Colón vadi, medtem ko je nadaljeval naporen urnik nastopanja v tango klubih ponoči. V petih letih študija pri Ginasteri je obvladal orkestracijo, za katero je pozneje menil, da je ena izmed njegovih močnih točk. Leta 1943 je pri argentinskem klasičnem pianistu Raúlu Spivaku začel poučevati klavir, kar se je nadaljevalo naslednjih pet let in napisal svoja prva klasična dela Preludio št. 1 za violino in klavir ter Suita za godala in harfe. Istega leta se je poročil s prvo ženo Dedé Wolff, umetnico, s katero je imel dva otroka Diano in Daniela.
Sčasoma se je Troilo začel bati, da bi napredne glasbene ideje mladega bandoneonista lahko spodkopale slog njegovega orkestra in postale manj privlačne za plesalce tanga. Napetosti med obema bandoneonistoma so naraščale, dokler Piazzolla leta 1944 ni napovedal namere, da zapusti Troilo in se pridruži orkestru tango pevca in bandoneonista Francisca Fiorentina. Piazzolla je do leta 1946 vodil Fiorentinov orkester in z njim posnel številne posnetke, med drugim prva dva instrumentalna tanga, La chiflada in Color de rosa.
Leta 1946 je Piazzolla ustanovil svoj Orquesta Típica, ki mu je, čeprav je bil podoben takratnim tango orkestrom, dal prvo priložnost, da eksperimentira z lastnim pristopom k orkestraciji in glasbeni vsebini tanga. Istega leta je sestavil El Desbande, za katerega je menil, da je njegov prvi formalni tango, nato pa začel sestavljati glasbene partiture za filme, začenši s Con los mismos colores leta 1949 in Bólidos de acero leta 1950, oba filma režiral Carlos Torres Ríos.
Ko je leta 1950 razpustil svoj prvi orkester, je skoraj popolnoma opustil tango, saj je nadaljeval s študijem Bartoka in Stravinskega ter režijo orkestra pri Hermannu Scherchenu. Veliko časa je posvetil poslušanju jazza in iskanju lastnega glasbenega sloga onkraj tanga. Odločil se je, da opusti bandoneon in se posveti pisanju in študiju glasbe. Med letoma 1950 in 1954 je sestavil vrsto del, ki so začela razvijati njegov edinstven slog: Para lucirse, Tanguango, Prepárense, Contrabajeando, Triunfal in Lo que vendrá.

### Študij v Parizu
Na poziv Ginastere je 16. avgusta 1953 Piazzolla za nagrado Fabiana Sevitzkega nastopil s svojo klasično skladbo Buenos Airesova simfonija v treh gibanjih. Nastop je potekal na pravni fakulteti v Buenos Airesu s simfoničnim orkestrom Radia del Estado pod vodstvom samega Sevitzkega. Po koncu koncerta je med člani občinstva, ki so bili užaljeni z vključitvijo dveh bandoneonov v tradicionalni simfonični orkester, izbruhnil boj. Kljub temu je Piazzollova skladba prejela donacijo francoske vlade za študij v Parizu pri legendarni učiteljici francoske kompozicije [Nadia Boulanger|Nadii Boulanger]] na konservatoriju Fontainebleau.
Leta 1954 sta z ženo pustila dva otroka (Diana, stara 11 let, in Daniel, stara 10 let) pri Piazzollinih starših in odpotovala v Pariz. Piazzolla se je naveličal tanga in je pred Boulangerjevo skušal skriti svojo tanguero preteklost in svoje bandoneonske skladbe, misleč, da je njegova usoda v klasični glasbi. Predstavljajoč ji delo, ji je Piazzolla zaigral številne svoje klasično navdihnjene skladbe, a šele, ko je zaigral svoj tango Triunfal, mu je čestitala in ga spodbudila, da je nadaljeval svojo kariero v tangu, saj je prepoznala, da je tu njegov talent. To naj bi bilo dokaz zgodovinskega srečanja in križišča v Piazzolini karieri.
Z Boulangerjevo je študiral klasično kompozicijo, vključno s kontrapunktom, ki naj bi imel pomembno vlogo v njegovih kasnejših tangovskih skladbah. Pred odhodom iz Pariza je slišal oktet ameriškega jazz saksofonista Gerryja Mulligana, ki naj bi mu dal idejo, da ob vrnitvi v Buenos Aires ustanovi svoj oktet. Z godalnim orkestrom Pariške opere je sestavil in posnel vrsto tangov in začel igrati na bandoneon, ko je vstal, položil desno nogo na stol in meh instrumenta čez desno stegno. Do takrat so bandoneonisti igrali sedeči.

### V predhodnicinuevo tango
V Argentini je Piazzolla ustanovil svojo Orquesta de Cuerdas (godalni orkester), ki je nastopal s pevcem Jorgejem Sobralom in njegov Octeto Buenos Aires leta 1955. Z dvema bandoneonoma (Piazzolla in Leopoldo Federico), dvema violinama (Enrique Mario Francini in Hugo Baralis ), kontrabas (Juan Vasallo), violončelo (José Bragato), klavir (Atilio Stampone) in električna kitara (Horacio Malvicino), je njegov Octeto učinkovito razbil kalup tradicionalne orquesta típica in ustvaril nov zvok, podoben komorni glasbi, brez pevca in z jazzovskimi improvizacijami. To naj bi bila prelomnica v njegovi karieri in prelomnica v zgodovini tanga. Piazzollov nov pristop k tangu, nuevo tango, je v glasbeni in politični smeri postavil kontroverzno osebnost v svoji domovini. Toda njegova glasba je bila sprejeta v Evropi in Severni Ameriki, njegovo predelavo tanga pa so sprejeli nekateri liberalni segmenti argentinske družbe, ki so vzporedno z njegovo glasbeno revolucijo pritiskali na politične spremembe.
Leta 1958 je razpustil Octeto in godalni orkester ter se z družino vrnil v New York, kjer si je kot glasbenik in aranžer prizadeval za preživetje. Na kratko je ustanovil svojo skupino Jazz Tango Quintet, s katero je posnel le dva posnetka, vendar njegovi poskusi mešanja jazza in tanga niso bili uspešni. Novico o smrti svojega očeta je prejel oktobra 1959, medtem ko je nastopal z Juanom Carlosom Copesom in Mario Nieves v Portoriku, po nekaj dneh po vrnitvi v New York pa je prosil, da ostane sam v svojem stanovanju in v manj manj kot eni uri je napisal svoj slavni tango Adiós Nonino  v poklon očetu.
Copes in Nieves sta v klubu Flamboyan v San Juanu v Portoriku sestavili "Compañia Argentina Tangolandia". Piazzolla je bil glasbeni direktor. Turneja se je nadaljevala v New Yorku, Čikagu in nato v Washingtonu. Zadnja oddaja, ki sta jo opravila skupaj, je bil nastop na edinem barvnem televizijskem kanalu CBS v ZDA v oddaji Arthur Murray aprila 1960.
Kasneje istega leta je v Buenos Airesu sestavil prvi in morda najbolj znan svoj kvintet, prvi kvintet, ki ga je sprva sestavljal bandoneon (Piazzolla), klavir (Jaime Gosis), violina (Simón Bajour), električna kitara (Horacio Malvicino ) in kontrabas (Kicho Díaz). Od mnogih ansamblov, ki jih je Piazzolla ustanovil v svoji karieri, je bila kvintetska sestava, ki je najbolje izrazila njegov pristop k tangu.
Leta 1963 je ustanovil svoj Nuevo Octeto in istega leta premierno predstavil svoj Tres Tangos Sinfónicos pod vodstvom Paula Kleckyja, za kar je prejel Hirschevo nagrado.
Leta 1965 je izdal album El Tango, pri katerem je sodeloval z argentinskim pisateljem Jorgejem Luisom Borgesom. Na posnetku je njegov Quinteto skupaj z orkestrom, pevcem Edmundom Rivero in Luisom Medino Castrom recitiral besedila.
Leta 1966 je zapustil Dedéja Wolffa in naslednje leto podpisal petletno pogodbo s pesnikom Horaciom Ferrerjem, s katerim je sestavil opereto María de Buenos Aires, z besedilom Ferrerja. Delo je bilo premierno uprizorjeno maja 1968 s pevko Amelito Baltar v naslovni vlogi in je predstavilo nov slog tanga, Tango Canción. Kmalu za tem je začel razmerje z Amelito Baltar. Naslednje leto je napisal Balada para un loco z besedilom Ferrerja, ki je bila premierno uprizorjena na prvem iberoameriškem glasbenem festivalu z Amelito Baltar in samim Piazzollo pod vodstvom orkestra. Piazzolla je prejel drugo nagrado in skladba se je izkazala za njegov prvi priljubljeni uspeh.
Leta 1970 se je Piazzolla vrnil v Pariz, kjer je skupaj s Ferrerjem napisal oratorij El pueblo joven, kasneje leta 1971 premierno uprizorjen v nemškem Saarbrücknu. 19. maja 1970 je s svojim Quintetom koncertiral v Teatro Regina v Buenos Airesu, v katerem je premierno predstavil kompozicijo Cuatro Estaciones Porteñas.
Po vrnitvi v Buenos Aires je ustanovil svoj Conjunto 9 (alias Nonet), komorno glasbeno formacijo, ki je bila Piazzolli uresničitev sanj in za katero je komponiral nekaj svoje najbolj izpopolnjene glasbe. Zdaj je dal na stran svoj prvi Quinteto in posnel več posnetkov s svojo novo zasedbo v Italiji. V enem letu je Conjunto 9 naletel na finančne težave in je bil razpuščen, leta 1972 pa je sodeloval na svojem prvem koncertu v gledališču Teatro Colón v Buenos Airesu, kjer je stroške delil z drugimi orkestri Tanga.
Po obdobju velike produktivnosti kot skladatelj je leta 1973 doživel srčni napad in se istega leta  preselil v Italijo, kjer je začel s serijo posnetkov, kar je trajalo pet let. Glasbeni založnik Aldo Pagani, partner pri Curci-Pagani Music, je Piazzolli ponudil 15-letno pogodbo v Rimu, da bi posnel vse, kar bi lahko napisal. Njegov slavni album Libertango je bil maja 1974 posnet v Milanu , kasneje istega leta pa se je ločil od Amelite Baltar in septembra s saksofonistom Gerryjem Mulliganom in italijanskim orkestrom, vključno z jazzovskimi glasbeniki, kot je basist, posnel album Summit (Reunión Cumbre). / aranžer Pino Presti in bobnar Tullio De Piscopo , v Milanu. Album vključuje skladbo Aire de Buenos Aires avtorja Mulligan.
Leta 1975 je ustanovil svoj elektronski oktet, oktet, sestavljen iz bandoneona, električnega klavirja in / ali akustičnega klavirja, orgel, kitare, električnega basa, bobnov, sintetizatorja in violine, ki ga je kasneje nadomestila flavta ali saksofon. Kasneje istega leta je Aníbal Troilo umrl in Piazzolla je v njegov spomin sestavil Suite Troileana, delo v štirih delih, ki ga je posnel s Conjunto Electronico. Takrat je Piazzolla začel sodelovati s pevcem Josejem A. Trellesom, s katerim je posnel številne skladbe.
Decembra 1976 je igral na koncertu v gledališču Teatro Gran Rex v Buenos Airesu, kjer je predstavil svoje delo 500 motivaciones, napisano posebej za Conjunto Electronico, leta 1977 pa je odigral še en nepozaben koncert v pariški Olympii, s nova formacija Conjunto Electronico.
Leta 1978 je ustanovil svoj drugi kvintet, s katerim je 11 let gostoval po svetu in postal svetovno znan. Vrnil se je tudi k pisanju komorne glasbe in simfoničnih del.
V obdobju argentinske vojaške diktature od leta 1976 do 1983 je Piazzolla živel v Italiji, vendar se je večkrat vrnil v Argentino, tam posnel in vsaj enkrat imel kosilo z diktatorjem Jorgejem Rafaelom Videlo. Vendar je bil njegov odnos z diktatorjem morda manj kot prijazen, kot je opisano v Astor Piazzolla, A manera de memorias (obsežna zbirka intervjujev, ki predstavlja spomine):
Eno leto pred številko Los Largartos ste odšli do Videle in kosili z njim. Zakaj ste sprejeli to povabilo?
Kakšno povabilo? Poslali so nekaj fantov v črnih oblekah in pismo z mojim imenom, v katerem je pisalo, da me Videla pričakuje določen dan na določenem kraju. Nekje imam knjigo s slikami vseh gostov: Eladia Blázquez, Daniel Tinayre, Olga Ferri, skladatelj Juan Carlos Tauriello, tam so bili slikarji, igralci […] - Astor Piazzolla, A manera de memorias
Leta 1995 je njegova družina prejela nagrado Konex kot najpomembnejši glasbenik desetletja v Argentini. 

### Potovanje po svetu
Leta 1982 je v Italiji z orkestrom posnel album Oblivion za film Enrico IV v režiji Marca Bellocchia, maja 1982 pa je sredi Falklandske vojne igral na koncertu v Teatro Regina v Buenos Airesu z drugim Quinteto in pevcem Robertom Goyenechem. Istega leta je napisal Le Grand Tango za violončelo in klavir, posvečen ruskemu violončelistu  Mstislavu Rostropoviču, ki ga je premierno uprizoril leta 1990 v New Orleansu.
11. junija 1983 je pripravil enega najboljših koncertov v svojem življenju, ko je v gledališču Teatro Colón v Buenos Airesu odigral program svoje glasbe. Za to priložnost je zbral Conjunto 9 in solo igral s filharmonijo iz Buenosa Airesa v režiji Pedra Ignacia Calderóna. Program je vključeval njegov Concierto para bandoneón y orquesta in njegov 3 stavek Concierto de Nacar.
4. julija 1984 je Piazzolla s svojim kvintetom nastopil na mednarodnem jazz festivalu v Montrealu, največjem svetovnem jazz festivalu, 29. septembra istega leta pa sta se z italijansko pevko Milvo predstavila v pariškem Théâtre des Bouffes du Nord. Njegov koncert 15. oktobra 1984 v gledališču Teatro Nazionale v Milanu je bil posnet in izdan kot album Suite Punta del Este. Konec istega leta je nastopil v Zahodnem Berlinu in v gledališču Vredenburg v Utrechtu na Nizozemskem, kjer je režiser VPRO-TV Theo Uittenbogaard posnel svoj Quinteto Tango Nuevo, med drugim pa igral zelo ganljiv Adios Nonina, za kuliso - v veliko veselje Piazzolle - izjemno povečano projekcijo njegovega bandoneona v živo.
Leta 1985 je bil imenovan za častnega državljana Buenos Airesa in je 15. marca premierno izvedel svoj Koncert za bandoneon in kitaro (znan tudi kot Poklon Liège) na Petem mednarodnem festivalu kitare v Liègeu z orkestrom Liège Philharmonic, ki sta ga vodila Leo Brouwer in Cacho Tirao. na kitari. Piazzolla je konec junija v Londonu debitiral z drugim Quinteto v gledališču Almeida Theatre..
S filmsko partituro za Tangos, the Exile of Gardel je leta 1986 v Parizu dobil nagrado francoskih kritikov Cesar Award za najboljšo filmsko glasbo.
Julija 1986 je nastopil na jazz festivalu Montreux v Montreuxu v Švici z vibrafonistom Garyjem Burtonom, 6. septembra 1987 pa je imel koncert v newyorškem Central Parku v mestu, kjer je preživel otroštvo.
Septembra 1987 je v avditoriju Richardson na univerzi Princeton posnel svoj koncert Concierto para bandoneón y orquesta in Tres tangos para bandoneón y orquesta z Lalom Schifrinom, ki je dirigiral orkestru sv. Luke.
Leta 1988 je napisal glasbo za film Sur in se 11. aprila poročil s pevko in televizijsko osebnostjo Lauro Escalada. Maja istega leta je v New Yorku posnel svoj album La Camorra, ki ga je posnel s tremi deli, zadnjič pa je snemal z drugim Quinteto. Med turnejo po Japonski z Milvo je 26. junija 1988 igral na koncertu v dvorani Nakano Sun Plaza v Tokiu, istega leta pa je bil operiran s štirimi obvodi.
V začetku leta 1989 je ustanovil svoj zadnji ansambel Sexteto Nuevo Tango z dvema bandoneonoma, klavirjem, električno kitaro, basom in violončelom. Skupaj so aprila izvedli koncert v klubu Italiano v Buenos Airesu, katerega posnetek je izšel pod naslovom Tres minutos con la realidad. Kasneje v petek, 9. junija, se je z njim pojavil v operi Teatro v Buenos Airesu v prisotnosti novoizvoljenega argentinskega predsednika Carlosa Menema. To bi bil zadnji koncert Piazzolle v Argentini.
Sledil je koncert v gledališču Royal Carre v Amsterdamu z njegovim Sexteto in Orquesto Osvalda Puglieseja 26. junija 1989, posnetek v živo v studiu BBC Bristol junija 1989, med koncertoma v Berlinu in Rimu ter koncert na konferenci na Wembleyju Center 30. junija 1989. 4. novembra 1989 je imel koncert v Lozani v Švici, v Moulin à Danses, kasneje tega meseca pa je posnel svojo skladbo Five Tango Sensations z Kronos Quartet v ZDA na albumu istega imena. To bi bilo njegovo zadnje studijsko snemanje in njegova druga skladba za Kronos Quartet. Njegov prvi Four, For Tango je bil vključen v njihov album iz leta 1988 Winter Was Hard. Proti koncu leta je razpustil sexteto in nadaljeval solo s klasičnimi godalnimi kvarteti in simfoničnimi orkestri. Pridružil se je Godalnemu kvartetu Mantova Anahija Carfa in z njimi gostoval po Italiji in Finski.
Njegovo skladbo Le grand tango za violončelo in klavir iz leta 1982 sta v New Orleansu leta 1990 premierno izvedla ruski violončelist Mstislav Rostropovič in pianist Igor Uriaš, 3. julija pa je imel zadnji koncert v Atenah v Grčiji z Atenskim orkestrom , ki ga je vodil Manos Hatzidakis.
4. avgusta 1990 je v Parizu utrpel cerebralno krvavitev, ki ga je pustila v komi, umrl je v Buenos Airesu, slabi dve leti pozneje, 4. julija 1992, ne da bi prišel k sebi.
Med njegovimi privrženci sta skladatelj in pianist Fernando Otero in Piazzolin varovanec, bandoneonist Marcelo Nisinman, najbolj znana inovatorja tango glasbe novega tisočletja, medtem ko je Pablo Ziegler, pianist iz Piazzollovega drugega kvinteta, prevzel vlogo glavnega skrbnika nuevo tanga, s čimer je v slogu razširil vpliv jazza. Brazilski kitarist Sergio Assad je eksperimentiral tudi z zapletenimi virtuoznimi skladbami, ki izhajajo iz ljudskega izvora, ki prikazujejo Piazzolin strukturni vpliv, medtem ko se izogiba tango zvokom; in Osvaldo Golijov je Piazzollo priznal kot morda največji vpliv na njegove globalno usmerjene eklektične skladbe za klasične in klezmer izvajalce.

## Glasbeni slog
Piazzolin nuevo tango se je od tradicionalnega tanga razlikoval po vključevanju elementov jazza, uporabi razširjene harmonije in disonance, uporabi kontrapunkta in podvigih v razširjene kompozicijske oblike. Kot je poudaril argentinski psihoanalitik Carlos Kuri, je bila Piazzollina fuzija tanga s to široko paleto drugih prepoznavnih zahodnih glasbenih elementov tako uspešna, da je ustvarila nov individualni slog, ki je presegel te vplive.  Prav zaradi tega uspeha in individualnosti je težko ugotoviti, kje v njegovih skladbah živijo določeni vplivi, vendar so nekateri vidiki jasni. V večini zrelih skladb prevladuje uporaba tehnike passacaglia krožne bas linije in harmoničnega zaporedja, izumljena in pogosto uporabljena v baročni glasbi iz 17. in 18. stoletja, ki pa je tudi osrednja za idejo o spremembah jazza. Druga jasna omemba baroka je pogosto zapleten in virtuozen kontrapunkt, ki včasih sledi strogemu varčnemu vedenju, vendar pogosteje preprosto omogoča vsakemu nastopajočemu v skupini uveljaviti svoj glas. Nadaljnja tehnika, ki poudarja ta občutek demokracije in svobode med glasbeniki, je improvizacija, ki je v konceptu izposojena iz jazza, v praksi pa vključuje drugačen besednjak lestvic in ritmov, ki ostanejo znotraj parametrov ustaljenega tangovskega zvočnega sveta. Pablo Ziegler je bil posebej odgovoren za razvoj tega vidika sloga tako znotraj skupin Piazzolle kot po skladateljevi smrti.
S kompozicijo Adiósa Nonina leta 1959 je Piazzolla vzpostavil standardni strukturni vzorec za svoje skladbe, ki vključuje formalni vzorec hitro-počasi-hitro-počasi-koda, pri čemer hitri odseki poudarjajo krhke ritme tanga in ostre, oglate melodične figure in počasnejši odseki običajno uporabljajo godalni instrument v skupini in / ali Piazzolinin lastni bandoneon kot lirski solisti. Klavir se vseskozi uporablja kot udarna ritmična hrbtenica, medtem ko se električna kitara bodisi pridruži tej vlogi bodisi vrti filigranske improvizacije; deli kontrabasa po navadi malo zanimajo, a zvoku ansambla zagotavljajo nepogrešljivo trdno debelino. Kvintet bandoneona, violine, klavirja, električne kitare in kontrabasa je bil Piazzolli dvakrat v svoji karieri najljubša postavitev in večina kritikov meni, da je to najuspešnejša zasedba za njegova dela. To je deloma posledica njegove velike zvočne učinkovitosti - zajema ali posnema večino odsekov simfoničnega orkestra, vključno s tolkali, ki jih improvizirajo vsi igralci na telesih svojih instrumentov - in močno izrazno identiteto, ki jo omogoča vsakemu posamezniku glasbenik. S slogom, ki je trden in zapleten, takšna postavitev poveča značilnosti skladb.
Kljub razširjenosti formacije kvinteta in kompozicijski strukturi ABABC je Piazzolla dosledno eksperimentiral z drugimi glasbenimi oblikami in instrumentalnimi kombinacijami. Leta 1965 je izšel album, ki vsebuje sodelovanje med Piazzollo in Jorgejem Luisom Borgesom, kjer je Borgesovo poezijo pripovedoval v zelo avantgardni glasbi Piazzolle, vključno z uporabo dodekafoničnih (dvanajsttonskih) vrstic, prosto nemelodično improvizacijo na vseh instrumentih in modalnimi harmonije in lestvice. Leta 1968 je Piazzolla napisal in produciral 'operito', María de Buenos Aires, ki je zaposlovala večji ansambel, ki vključuje flavto, tolkala, več godal in tri vokaliste, in postavljena gibanja v Piazzolinem lastnem slogu z več ritmi, ki segajo od valčka in lajne v klavirsko / pripovedovalsko barsko sceno naravnost iz Casablance.
Do 1970-ih je Piazzolla živel v Rimu, vodil ga je italijanski agent Aldo Pagani, in raziskoval vitkejši, bolj tekoč glasbeni slog, ki temelji na večjem vplivu jazza, in v preprostejših, bolj kontinuiranih oblikah. Komadi, ki ponazarjajo to novo smer, so Libertango in večina Suite Troileana, napisane v spomin na Aníbala Troila. V 1980-ih je bil Piazzolla prvič dovolj premožen, da je umetniško postal razmeroma avtonomen in napisal nekatera svoja najbolj ambiciozna dela. Sem so spadali Tango Suite za virtuozni kitarski duet Sergio in Odair Assad; Histoire du Tango, kjer flavtist in kitarist pripovedujeta zgodovino tanga v štirih delih glasbe, oblikovane v tridesetletnih intervalih; in La Camorra, suita v treh desetminutnih stavkih, ki jo navdihuje neapeljska družina kriminalcev in raziskuje simfonične koncepte obsežne forme, tematskega razvoja, kontrastov teksture in množičnih kopičenj ansambelskega zvoka. Potem ko je v New Yorku posnel tri albume z drugim kvintetom in producentom Kipom Hanrahanom, dva od njih je ob različnih priložnostih označil za »največjo stvar, ki sem jo naredil«, je razpustil kvintet in ustanovil sekstet z dodatnim bandoneonom, violončelom, bas, električno kitaro in klavirjem ter za ta ansambel napisal glasbo, ki je bila še bolj pustolovsko skladna in strukturna kot katera koli od njegovih prejšnjih del (Preludio y Fuga; Sex-tet). Če ga leta 1990 na poti do Notre Dame ne bi onemogočila možganska kap, bi verjetno še naprej uporabljal svojo priljubljenost kot izvajalec lastnih del, eksperimentiral v relativni varnosti s še bolj drznimi glasbenimi tehnikami, medtem ko bi bil morda odgovor na naraščajočo priljubljenost nezahodne glasbe z iskanjem načinov, kako vključiti nove sloge. V svoji glasbeni profesionalnosti in odprtem odnosu do obstoječih slogov je imel miselnost skladateljevega izvajalca iz 18. stoletja, kot sta Handel ali Mozart, ki je nestrpno želel asimilirati vse nacionalne 'okuse' svojega časa v svoje skladbe in ki je vedno pisal tako z izkušnjami iz prve roke kot z občutkom neposrednega družbenega odnosa s svojo publiko. To je morda povzročilo reakcijo med konzervativnimi ljubitelji tanga v Argentini, toda na preostalem zahodu je bil to ključ do njegovega izjemno naklonjenega sprejema med klasičnimi in džezovskimi glasbeniki, tako da so se nekateri najboljši vidiki njihove glasbene prakse odražali v njegovem delo.

## Glasbena kariera
Po odhodu iz Troilovega orkestra v 1940-ih je Piazzolla vodil številne zasedbe, začenši z 1946 Orchestra, oktetom Buenos Aires leta 1955, 'prvim Quintetom' 1960, Conjunto 9 1971 ("Noneto"), "drugim Quintetom" 1978 in 1989 Nov Tango Sextet. Poleg avtorskih skladb in priredb je bil režiser in bandoneon v vseh. Z jazz baritonskim saksofonistom Gerryjem Mulliganom je posnel tudi album Summit (Reunión Cumbre). Med njegovimi številnimi skladbami so orkestrska dela, kot so Concierto para bandoneón, orquesta, cuerdas y percusión, Doble concierto para bandoneón y guitarra, Tres tangos sinfónicos in Concierto de Nácar para 9 tanguistas y orquesta, kosi za solo klasično kitaro – Cinco Piezas ( 1980), pa tudi skladbe v obliki pesmi, ki jih še danes dobro pozna širša javnost v njegovi državi, med njimi Balada para un loco (Balada za norega) in Adiós Nonino (posvečena svojemu očetu), ki jo je posnel velikokrat z različnimi glasbeniki in zasedbami. Biografi ocenjujejo, da je Piazzolla napisal okoli 3000 del in posnel okoli 500.

## Zapuščina
- Po njem je poimenovano Mednarodno letališče Astor Piazzolla v Mar del Plati.
- Glasbeni konservatorij v Buenos Airesu, Conservatorio Superior de Música de la Ciudad de Buenos Aires "Ástor Piazzolla" nosi njegovo ime.